# À force de solitude
À force de solitude — шестой студийный альбом французской актрисы и певицы Элен Ролле. Выпущен в 1997 году во Франции. Альбом имел меньший коммерческий успех, чем предыдущие диски Ролле. Во Франции было продано 200 000 копий альбома.

## Об альбоме
A force de solitude записан на студии "Studio London West" Полом Райтом и на студии "AB Productions" Жан-Луи Майе. Смикширован в студии "Studio Guillaume Tell" Роландом Гильотельем. Координация[что?] в Лондоне Грэм Перкинс.

## Список композиций
1. Ca fait si longtemps
2. C’est pas parce que je t’aime
3. Le bonheur
4. Je sais qu’un jour
5. Jamais personne
6. Marie
7. À force de solitude
8. Je t’aime
9. De tes nouvelles
10. J’ai pas le moral
11. Ca s’appelle l’amour
12. Si un jour